# NGC 5562
NGC 5562 (również PGC 51227 lub UGC 9174) – galaktyka spiralna (S), znajdująca się w gwiazdozbiorze Wolarza. Odkrył ją Wilhelm Tempel 28 czerwca 1883 roku. Jest to galaktyka z aktywnym jądrem.